# Üdvözlégy, nagy király
Az Üdvözlégy, nagy király az Oltáriszentségről szóló egyházi ének. Dallama Kisdi Benedek énekeskönyvéből, a Cantus Catholici-ből való, szövegét Nádasdy Kálmán írta.
Feldolgozás:
| Szerző       | Mire      | Mű                                  | Előadás |
| ------------ | --------- | ----------------------------------- | ------- |
| Bárdos Lajos | vegyeskar | Musica Sacra I/2, Rex clementissime | [ 2 ]   |

## Kotta és dallam
| Üdvözlégy nagy Király, kit szívünk úgy kíván, Enyhülés áldott kútfője! Meghajtom homlokom, hűségem így hozom, Szent test és vér, elődbe. | Üdvösség Hercege, ó nézz a földre le: Tekintsd meg esdeklő néped! Emeld föl szívemet, újítsd meg lelkemet Kenyér és bor színében. |

## Felvételek
- Vizsolyi Biblia Fesztivál: Üdvözlégy nagy Király. Reneszánsz Torony Együttes  YouTube (2013. január 14.)  (Hozzáférés: 2017. március 7.) (videó)